# Duggi
Duggi (onomatopoetisches Wort in indoarischen Sprachen), auch ḍuggī, ḍaggā, ḍugdugī, ḍugdugā, dūgi, ist eine kleine, einzeln oder paarweise mit den Händen gespielte Kesseltrommel in der nordindischen Musik. Eine einzelne duggi gehört häufig zur religiösen Musik und Gesangsbegleitung der Baul, einer Gruppe von Wandermusikern in Bengalen. Ein duggi-Trommelpaar begleitet traditionell die Kegeloboe shehnai, die seit dem 20. Jahrhundert auch in der klassischen Musik gespielt wird. Der duggi (auch khurdak) von Uttar Pradesh entspricht im Punjab die dukkar.
Duggi und dagga sind ferner Bezeichnungen für die ansonsten bayan genannte, größere Kesseltrommel im Trommelpaar tabla-bayan. Der wahrscheinliche Ursprung der Ende des 18. Jahrhunderts eingeführten tabla, deren Name von arabisch tabl abgeleitet ist, sind Trommeln des duggi-Typs, die als leiser klingende Entwicklungen der paarweise gespielten, persisch-indischen Palasttrommel naqqāra (nagara) gelten.

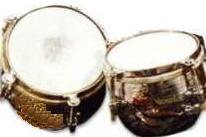
Moderne duggi mit Spannvorrichtung und Metallkorpus

## Herkunft und Verbreitung
In der altindischen, um die Zeitenwende auf Sanskrit verfassten Schrift Natyashastra wurden die Musikinstrumente in vier Gruppen klassifiziert. Die avanaddha vadya, mit Fell bedeckte Gefäße, bilden seitdem die in Indien äußerst zahlreiche Gruppe der Membranophone. Die Namen der Trommeltypen in der alten Sanskrit- und Tamil-Literatur sind oft nicht eindeutig zuzuordnen, außerdem sind heutige Instrumentennamen mehrdeutig. So steht duggi in der indischen Volksmusik für eine kleine Kesseltrommel mit einem Korpus aus Ton und als Bestandteil der tabla für die mit der linken Hand geschlagene, größere, aus Metall gefertigte Hälfte des Trommelpaars. Altindische Trommelnamen konnten sich auf eine bestimmte Form oder eine Funktion beziehen. So bezeichnete dundubhi in der altindischen Literatur eine Trommel mit einem hölzernen Korpus von mutmaßlich beliebiger Form, die im Krieg verwendet wurde. Möglicherweise war es eine große Kesseltrommel, die nach vedischen Texten einen besonders lauten Ton hervorbrachte.
An den buddhistischen Klosteranlagen von Gandhara aus dem 1./2. Jahrhundert n. Chr. waren kleine, aus gebranntem Ton bestehende Kesseltrommeln abgebildet. Solche Tontöpfe, deren Öffnung mit einer Membran bespannt ist, sind der einfachste Kesseltrommeltyp und kommen noch heute in unterschiedlichen Varianten in der regionalen Volksmusik vor, etwa als ghumat in Goa. Die meisten werden paarweise gespielt.

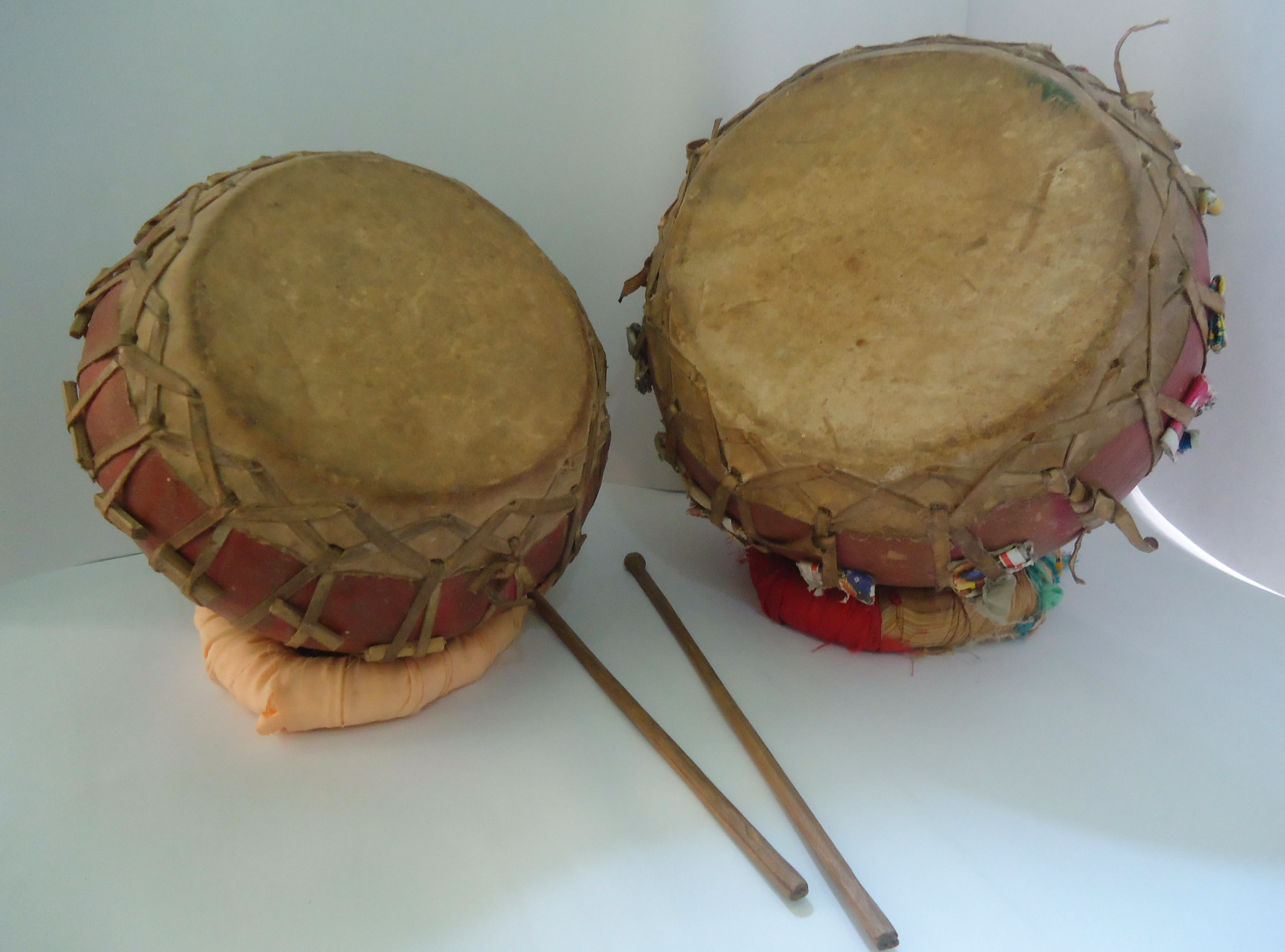
Nagara-Paar, entsprechend herkömmlichen duggi mit Tonkorpus

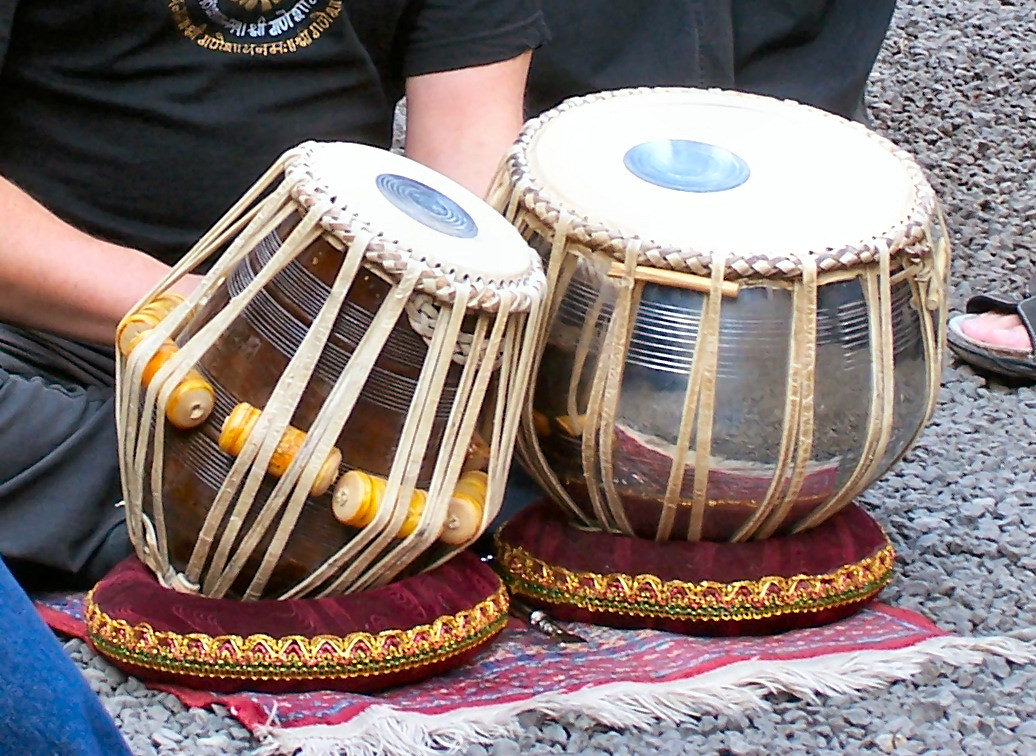
Tabla-bayan

Eine spätere Tradition von Kesseltrommeln geht auf den Kulturimport der muslimischen mittelalterlichen Eroberer zurück. Am Hof der Mogulherrscher gehörten mit dem arabischen Wort naqqāra (nagara) genannte Kesseltrommelpaare zum Palastorchester naqqāra-khāna (auch naubat), das seit Anfang des 16. Jahrhunderts für Zeremonien und zur Anzeige bestimmter Tageszeiten diente. Nach der allgemeinen arabischen Bezeichnung für Trommel, tabl, hießen die aus Trompeten, Hörnern und Trommeln bestehenden Militärbands tabl khana. Bei den auf muslimischen Einfluss zurückzuführenden Kesseltrommeln sind die Membranen mit X-förmigen Hautstreifen gegen die Unterseite des Korpus verspannt. Üblicherweise werden zwei nebeneinander platzierte, unterschiedlich gestimmte Trommeln zusammen gespielt; kleinere Trommeln sind durch Hautstreifen fest miteinander verschnürt.
Ein heutiger Nachfolger der nagara in ihrer Eigenschaft als die führende, den Takt angebende Trommel im Orchester ist die größte nordindische Kesseltrommel dhamsa. Eine wesentlich kleinere, in einer Region von Madhya Pradesh gespielte Kesseltrommel ist die nissan. Ein kleines Kesseltrommelpaar vom nagara-Typ ist die dukar tikar (dukkar) in Rajasthan und im Punjab. Sie kann die Kegeloboe shehnai begleiten. In Größe und Funktion entspricht der dukar tikar in Südindien die seltene dhanki, die meist in einem bestimmten Volksmusikstil die kurze Kegeloboe mukhavina begleitet. Weitere kleine Kesseltrommeln in einzelnen Regionen sind die paarweise gespielte sambal in Maharashtra, die khurdak im zentralen Norden, die in ganz Nordindien weit verbreitete tasha, die tase von Karnataka und das Trommelpaar tamukku von Tamil Nadu, das manchmal bei Tempelprozessionen gebraucht wird. Kesseltrommelpaare mit den regionalen Namen khurdak, dukkar und duggi, mit denen sich shehnai-Spieler begleiten lassen, gelten als mutmaßliche Nachkommen des naubat-Orchesters. Eine einzelne flache Kesseltrommel in den Regionen Garhwal und Kumaon von Uttarakhand ist die damau, die stets zusammen mit der Zylindertrommel dhol und bei Hochzeiten außerdem mit der Sackpfeife mashak gespielt wird. Die damaha ist namensgebend für die Musikerkaste Damai in Nepal, die sie meist paarweise bei Hochzeiten und religiösen Zeremonien verwenden.
Mit Stöcken geschlagene nagara sind ab der Zeit Akbars auf Mogulmalereien abgebildet. Der kleine Kesseltrommeltyp der duggi kann bis zu Malereien des 18. Jahrhunderts zurückgeführt werden, die im Raum Delhi, Kanpur und Lucknow entstanden. Die heute in der nordindischen klassischen Musik und in der Popmusik hauptsächlich verwendete tabla ist eine relativ junge Entwicklung; sie kommt seit Ende des 18. Jahrhunderts in Malereien und in der auf Hindi verfassten Literatur vor.
Zur Herkunft der tabla gibt es unterschiedliche Überlegungen. Der von der lauten Zeremonialtrommel nagara abgeleitete, leisere duggi-Trommeltyp gilt nach verbreiteter Ansicht in Verbindung mit den Spieltechniken von waagrecht gehaltenen, zweifelligen Röhrentrommeln, etwa der zylindrischen dholak und der Doppelkonustrommel pakhawaj, als Grundlage für die Form und Spielweise des Trommelpaars tabla. Dieses besteht aus der mit der rechten Hand geschlagenen, eigentlichen tabla und der größeren bayan („links“, oder duggi). Eine ältere indische Entwicklung ist die schwarze Stimmpaste auf der Mitte der Membran, die auf den nach Indien eingeführten nagara noch fehlt und erst später in den Abbildungen einiger nagara zu sehen ist.
Daneben gibt es den Versuch, der tabla einen indischen Ursprung zuzuschreiben. Demnach entstand die tabla aus dem für altindisch erklärten duggi-Trommeltyp und erhielt lediglich den Namen aus dem Arabischen. In den Veden lautet ein allgemeines Wort für Trommel pushkara, das auch „See“ oder „Teich“ bedeutet. Nach einer Legende ging ein weiser Mann zu einem See (pushkara), um Wasser zu holen, als im selben Augenblick Indra Regenschauer herabsandte. Der Weise hörte freudig die auf die Lotosblätter im See prasselnden Wassertropfen, kam nach Hause zurück und baute erst eine, dann weitere Trommeln. Mit dem Sanskritwort pushkara werden im Natyashastra drei Trommeltypen bezeichnet, von zweien sind die Maße und dass sie einem hölzernen Korpus besaßen bekannt. Von einer Trommel heißt es lediglich, sie sei aufrecht auf den Boden gestellt worden. Stehende Trommeln sind am Mukteswar-Tempel in Bhubaneswar (10. Jahrhundert, früher fälschlich 6./7. Jahrhundert datiert) abgebildet. Die häufig erwähnte Szene zeigt einen Nataraja (tanzenden Shiva), der zu seiner Rechten von Ganesha begleitet wird, der ein Blasinstrument spielt. Auf der anderen Seite sitzt ein Mann auf einem vierbeinigen Stuhl und schlägt mit seinen Händen zwei gleich große Trommeln. Ein ähnlicher Nataraja ist in einem der Höhlentempel von Badami (7. Jahrhundert) abgebildet. Den Trommelpaaren beider Abbildungen wird der altindische Name pushkara und die Rolle als Vorläufer der tabla zugedacht. Die Abbildungen lassen nicht erkennen, ob auf den Membranen Stimmpaste aufgebracht ist; die Herstellung einer solchen Paste wird im Natyashastra beschrieben. Die Existenz kleiner Tontopftrommeln seit altindischer Zeit ist unbestritten, ein genauerer Zusammenhang zwischen dem Wort pushkara, diesen Tempelabbildungen und der tabla lässt sich jedoch nicht aufzeigen.

## Wortherkunft
Duggi ist ein lautmalerisches Wort, das in mehreren nordindischen Sprachen vorkommt und vermutlich durch Verkürzung aus dugdugi entstanden ist. Dugdugi ist in Südindien der Name einer Reibtrommel, die aus einem Tontopf, einer Membran und einem Holzstab besteht. Im Norden wird dieses Instrument gubgubi ausgesprochen, was in Bengalen ein anderer Name für die Zupftrommel anandalahari der Baul ist. Dugdugi bezeichnet ferner in Bangladesch kleine sanduhrförmige Trommeln vergleichbar der damaru und in Nordindien Rasseltrommeln.
Den Gebrauch von Rasseltrommeln durch Bettelmusiker im Jemen erwähnt der Forschungsreisende Carsten Niebuhr in seiner 1772 veröffentlichten Beschreibung von Arabien. Henry George Farmer gibt für die arabische Rasseltrommel, die beispielsweise in Ägypten bei religiösen Festen verwendet werden kann, den Namen daqdaq (arabisch, „Geschrei“, „Lärm“) an. Hans Hickmann erkennt eine auffällige Ähnlichkeit zwischen daqdaq und dem Hindi-Wort dugduga für ein vergleichbares Instrument.
Sumerisch BALAG ist die älteste allgemeine Bezeichnung für Musikinstrumente in Mesopotamien. Überlieferte Abbildungen aus der altbabylonischen Zeit (ab Anfang 2. Jahrtausend v. Chr.) können mit Ausnahme der nur von Priestern zu spielenden, großen Kesseltrommel lilissu selten eindeutig zeitgenössischen Namen zugeordnet werden. Das sumerische Wort DUB enthält nach Francis Galpin (1937) das Zeichen für „Kupfer“ und steht für einen anderen, vermutlich leiser klingenden Trommeltyp mit einem Korpus aus Metall. Er hält DUB für ein lautmalerisches, sumerisches Wort, das zur Beschreibung kleiner Trommeln diente, die nur einen schwachen Ton hervorbringen. In diesem Sinn besteht demnach möglicherweise eine sprachliche Verbindung zu den indischen Trommelnamen dudi (ein alter Name für die südindische Sanduhrtrommel idakka), budbudika (alter Name für die Klappertrommel damaru) und dundubhi, ferner zu Arabisch dabdab und zur georgischen Zylindertrommel dabdabi.

## Bauform und Spielweise
Herkömmliche duggis besitzen einen kleinen flachen Korpus aus gebranntem Ton. Die Membran ist an einem Spannring festgenäht, der am Rand aufliegt und bis zu einem Ring am Boden mit einer V-förmigen Verschnürung aus gedrehter Baumwolle verspannt wird. Ähnlich wie bei einer tabla besteht die Membran einer heutigen duggi aus zwei Lagen Ziegenhaut. Die obere der beiden Lagen ist mittig kreisrund ausgeschnitten. Die dadurch an die Oberfläche gekommene, untere Lage ist mit einer dicken Schicht schwarzer Stimmpaste bedeckt. Die Membran der linken Trommel ist dicker und produziert einen tieferen Ton als die Membran der rechten Trommel. Gestimmt wird wie bei der tabla durch Positionieren von seitlich am Korpus unter die Verspannung geschobenen Holzstücken. Manchmal werden duggis über einem Feuer erwärmt, um den Ton zu erhöhen. Bei einem Trommelpaar kann der Korpus der linken und größeren Trommel aus Metall gefertigt werden.
Bei modernen Konstruktionen besteht der Korpus aus einem Messingzylinder, der an der Unterseite etwas gerundet ist und eine Standfläche besitzt. Hierbei wird die an einem Ring festgebundene Membran ungefähr zwei Zentimeter über den Rand gezogen. Ein darüber gelegtes Edelstahlband sorgt durch mehrere, an der Korpusmitte befestigte Spannvorrichtungen für eine straffe Membran, die sich auf einen klar klingenden, hohen Ton stimmen lässt. Ein Set solcher Trommeln, die zum melodischen Spiel geeignet sind, heißt duggi tarang, in Anlehnung an den Trommelkreis tabla tarang. Der Tonumfang beträgt a1 bis g3.
Die Baul von Bengalen verwenden eine einzelne duggi, die sie im Stehen in Hüfthöhe an einem Band tragen, das diagonal über der Schulter hängt. Paarweise gespielte Trommeln werden schräg vor dem auf dem Boden sitzenden Musiker positioniert. Duggis werden mit den Händen oder mit Holzstöckchen gespielt.

### Shehnai-Begleitung
Traditionell sorgen duggis für die rhythmische Begleitung des shehnai-Spielers, wobei sich viele klassische Musiker stattdessen heute von tablas begleiten lassen. Entsprechend dieser Entwicklung sind einige Tabla-Gharanas (Musikschulen) aus der älteren duggi-Spielweise hervorgegangen. Ein typisches klassisches shehnai-Ensemble, wie es zum bekanntesten shehnai-Spieler des 20. Jahrhunderts, Bismillah Khan (1916–2006) gehörte, besteht neben dem melodieführenden Instrument aus einem oder zwei, die Melodielinie untermalenden shehnai, einer weiteren shehnai (sur shehnai), die für einen Bordunton (sur) sorgt, und einem duggi- (dukkar-tikkar- oder khurdak-) Paar.  Bismillah Khan kommt das Verdienst zu, die shehnai in die klassische Musik eingeführt zu haben. Auch der bekannte shehnai-Spieler Anant Lal (1927–2011) und sein ältester Sohn Daya Shankar ließen sich gelegentlich von einer mit den Fingern gespielten dukkar begleiten. Es kommt häufig vor, dass tabla und duggi im selben Konzert und gleichzeitig die shehnai-Spieler begleiten. Bismillah Khan zog die in seiner Heimatregion Uttar Pradesh bekannte khurdak (duggi) der tabla vor, weil er ihren feineren Klang im Zusammenspiel mit der shehnai für geeigneter hielt. Er bemerkte hierzu, dass es die shehnai bereits gab, als die tabla noch lange nicht erfunden war. Damit bezog er sich auf die Besetzung eines naubat-Orchesters, zu dem neben verschiedenen Trommeln eine Reihe von Blasinstrumenten, darunter surna (Vorläufer der shehnai) und Trompeten (karna und nafir) gehörten.
Die duggi spielt auch in der Unterhaltungsmusik bei Hochzeiten, Prozessionen und in der religiösen Musik (mangal) vor Hindutempeln in einem shehnai-Ensemble. Bei Prozessionen hat der duggi-Spieler sein Instrument an der Hüfte festgebunden. Tonfolgen und Rhythmen sind mit den Ragas und Talas der klassischen indischen Musik verwandt.

### Musik der Baul
Die Baul stammen meist aus der hinduistischen oder muslimischen unteren Landarbeiterschicht in bengalischen Dörfern. Manche Baul sind sesshaft und besitzen Land, als Traditionsbewahrer einer bestimmten Musik- und Tanzkultur sind jedoch die in kleinen Gruppen ohne festen Wohnsitz über die Dörfer ziehenden Baul bekannter. Relativ frei von gesellschaftlichen Zwängen und nicht in eine konventionelle Religionsgemeinschaft eingebunden, singen die Baul in ekstatischer Hingabe Loblieder auf das von ihnen sogenannte „Göttliche Selbst“ und pflegen damit ihre eigene vishnuitische und sufische Form des Bhakti-Kults.
Zum Ausdruck ihrer religiösen Gefühle singen die Baul einfache Melodien, zu deren Begleitung sie ein Musikinstrument bei sich tragen. Musikinstrumente der Baul sind die beiden Zupftrommeltypen gopi yantra (ektara) und anandalahari, die zwei- bis viersaitige Langhalslaute dotara, die Streichlaute sarinda, die banshi (Bambusquerflöte mit sechs Grifflöchern), Bronzezimbeln (manjira), Bambus- oder Holzklappern (kartal), die zweifellige Trommel dhol und die duggi. Mit ghungru (Schellen) an den Knöcheln produzieren die Tänzer beim Stampfen den Takt. Ein Ensemble, das bei Versammlungen der eigenen Gruppe, auf der Straße oder bei religiösen Festen vor größerem Publikum auftritt, besteht aus einem Vorsänger, einem oder zwei Saiteninstrumenten und der rhythmischen Begleitung. Die Zupftrommel ist besonders zu hören, wenn die Gesangsstimme pausiert. Einige in der Alltagssprache vorgetragene Liedtexte handeln von mystischen Erfahrungen und sind für Außenstehende nicht verständlich. Weil manche Sänger sich mit rhythmisch schwingenden Hüften bewegen, haben sie eine duggi fest an die linke Hüfte gebunden, die sie mit der linken Hand schlagen. Mit der rechten Hand bedienen sie zugleich eine an der rechten Schulter herunterhängende ektara.